# Paternoster Square
Paternoster Square est un espace urbain de Londres, situé dans la City, à proximité de la cathédrale Saint-Paul.

## Histoire
Le site, complètement détruit en 1942 pendant les bombardements du Blitz durant la Seconde Guerre mondiale, a été reconstruit dans les années 1960. Mais, à la fin des années 1980, de nombreux bâtiments restaient inoccupés du fait de la mauvaise réputation des lieux. Il a été réaménagé entre 1996 et 2004 selon les plans de l'architecte William Whitfield.
La Temple Bar Gate, construite par l'architecte Christopher Wren en 1669 et 1672, puis déplacée en 1878 à Theobalds House, a été réinstallée au Paternoster Square en 2004 (2 700 pierres ont été déplacées).
Presque au centre de la place, la Paternoster Square Column est un monument se présentant sous la forme d'une colonne corinthienne en pierre de Portland haute de 23 m, surmontée d'une flamme de cuivre recouverte de feuille d'or. Elle a été dessinée par les architectes du cabinet Whitfield Partners. Elle est éclairée la nuit par un système de fibre optique et elle sert de colonne de ventilation à une voie souterraine de service qui passe sous la place.
Les immeubles ont été acquis par Mitsubishi Estate Co.. La Bourse de Londres (London Stock Exchange) et les banques d'investissement Goldman Sachs et Merrill Lynch s'y sont installées en 2004.

## Galerie de photos

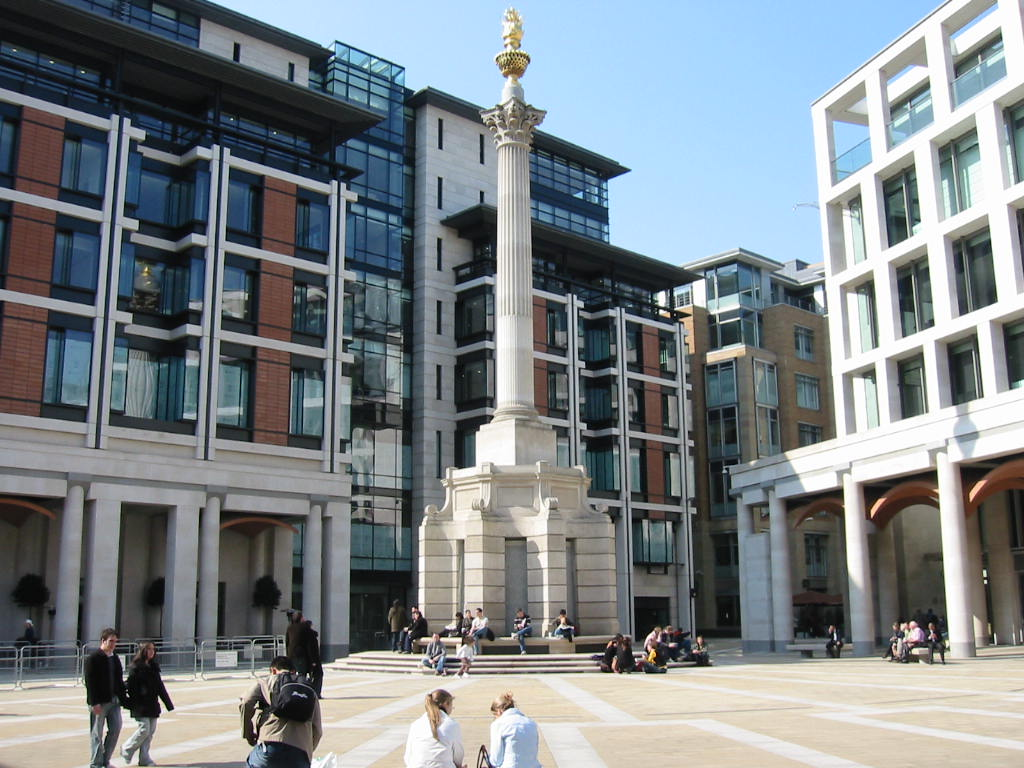
Paternoster Column.
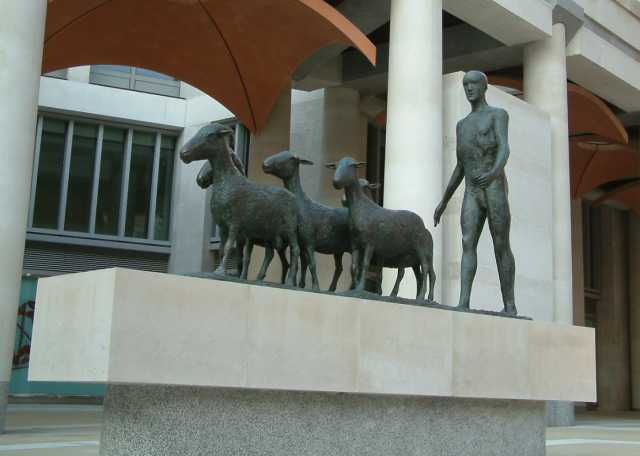
Shepherd and Sheep par Elisabeth Frink.
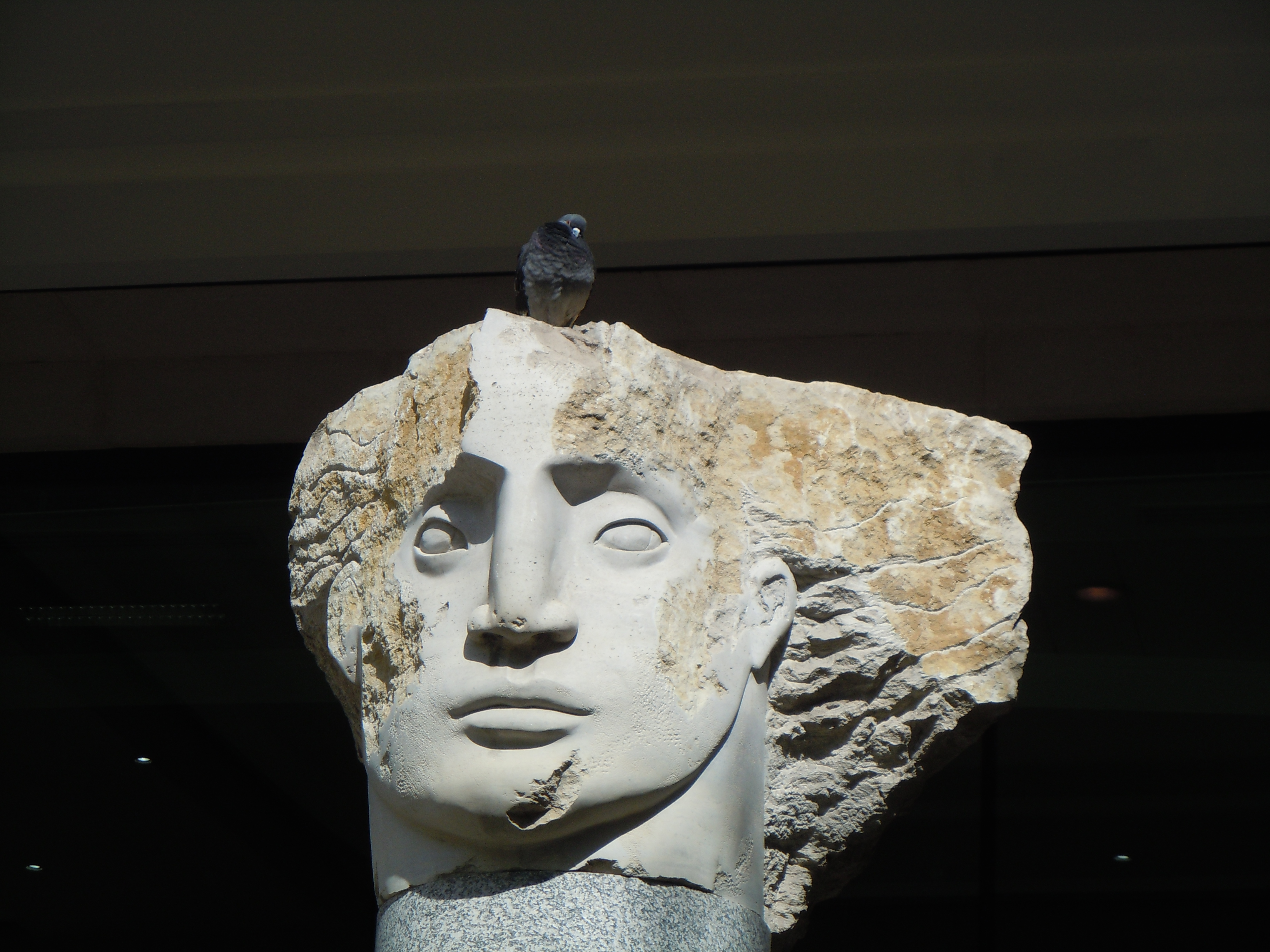
Sculpture d'Emily Young.

## Source de la traduction
- (en) Cet article est partiellement ou en totalité issu de l’article de Wikipédia en anglais intitulé « Paternoster Square » (voir la liste des auteurs).